# 283
283 (CCLXXXIII) var ett normalår som började en måndag i den julianska kalendern.

## Händelser

### December
- 17 december – Sedan Eutychianus har avlidit den 7 december väljs Gajus till påve.

### Okänt datum
- Carus erövrar Ktesifon, huvudstaden i Perserriket.
- Carus faller offer för en militärkonspiration och dödas nära Tigris.
- Carinus efterträder sin far Carus som romersk kejsare.
- December – Numerianus utropas till kejsare av sina soldater.

## Födda
- Lucia, helgon och martyr.
- Xuanwen Jun, kinesisk författare.

## Avlidna
- Slutet av juli eller början av augusti – Carus, romersk kejsare sedan 282
- 7 december – Eutychianus, påve sedan 275